# Anthracobunidae
Anthracobunidae — вимерла родина стеблових непарнопалих, яка жила в період раннього й середнього еоцену. Спочатку їх вважали парафілетичною родиною примітивних хоботних, можливо, предками Moeritheriidae і десмостілієвих. Вважається, що родина є предками сирен.
Вони зовні нагадують Moeritheriidae як за розміром, так і за морфологією щічних зубів, але не мають характерних бивнів. Вони були відносно невеликі, розміром від 1 до 2 м в довжину. Вони відомі лише за фрагментарними залишками (переважно зубами) з еоценових відкладень північно-західної частини Індо-Пакистанського субконтиненту. Нещодавно знайдені скам'янілості з добре збереженими щелепами та зубами демонструють, що ці тварини були або непарнопалими, або частиною більш примітивної сестринської групи непарнопалих. Anthracobunidae, ймовірно, були земноводними і жили в болотистих середовищах. Аналіз стабільних ізотопів і геометрії довгих кісток свідчить про те, що більшість Anthracobunidae харчувалися наземною рослинністю, але жили біля води. Ті самі кладистичні аналізи, які спонукали їх нове розміщення, також означають, що напівводні морські десмостилії, ще одна ймовірна неафриканська афротерійна група, були тісно пов'язані з Anthracobunidae.

## Виноски
1. ↑  Ishatherium, Hsanotherium, Indobune, Nakusia, раніше були віднесені до Anthracobunidae,[2] були видалені авторами кладистичного аналізу 2014 року, тоді як більшість зразків, які раніше згадувалися як Pilgrimella та Lammidhania були перенесені до Anthracobune.[1]